# Saint-Cézert
Saint-Cézert – miejscowość i gmina we Francji, w regionie Oksytania, w departamencie Górna Garonna.
Według danych na rok 1990 gminę zamieszkiwały 402 osoby, a gęstość zaludnienia wynosiła 45 osób/km² (wśród 3020 gmin regionu Midi-Pireneje Saint-Cézert plasuje się na 673. miejscu pod względem liczby ludności, natomiast pod względem powierzchni na miejscu 1171.).

## Zabytki

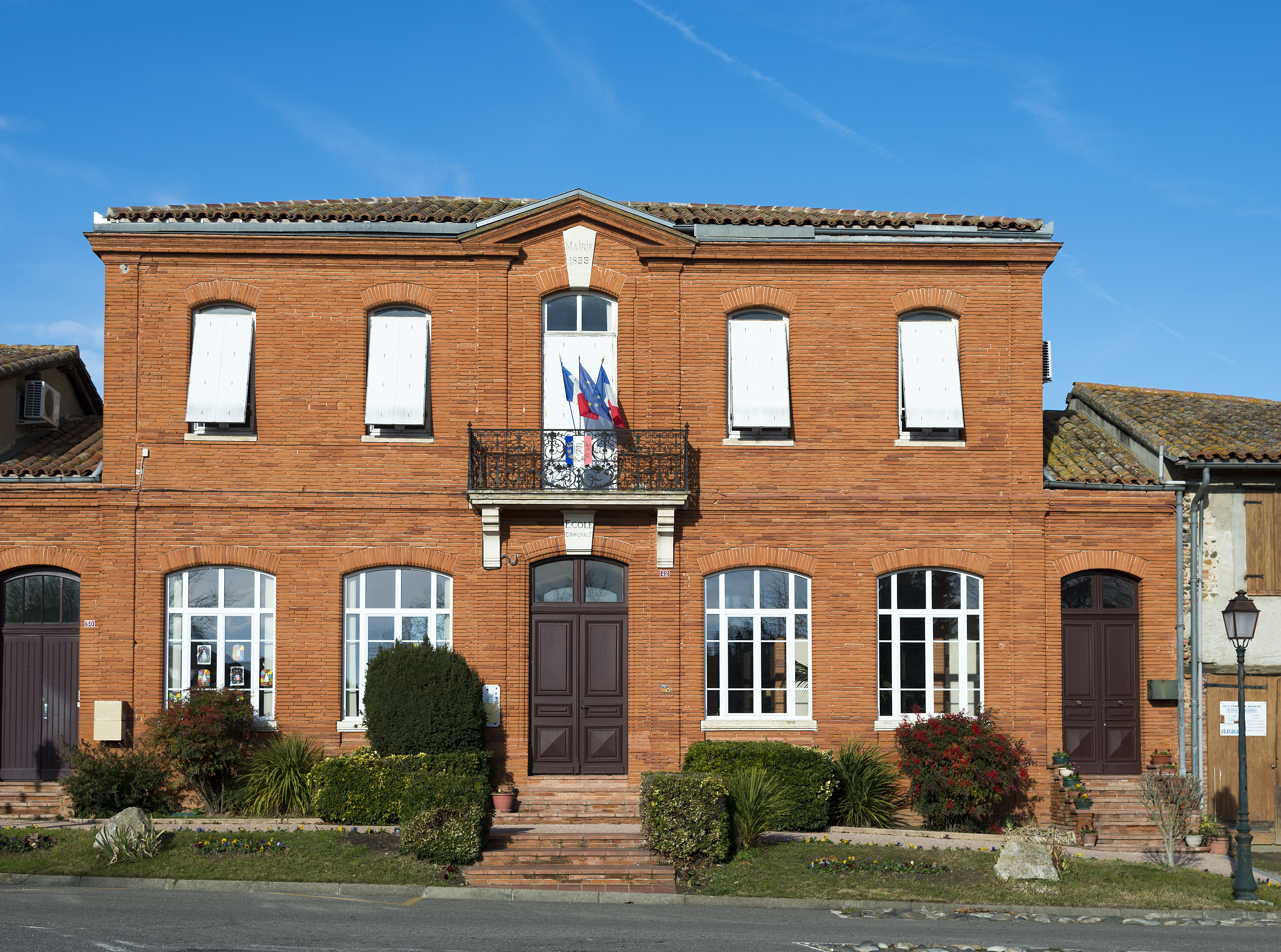
Ratusz.
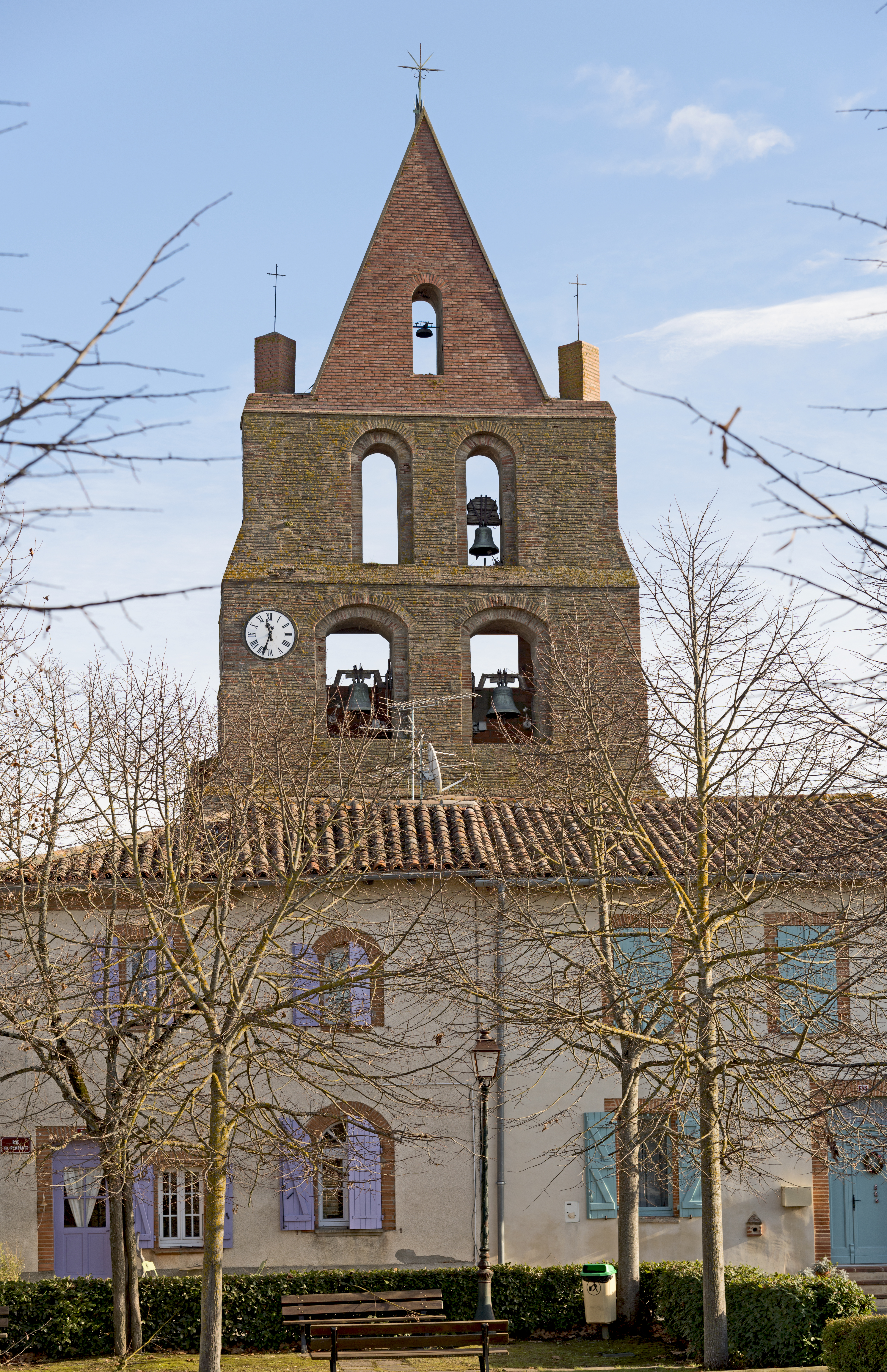
kościół